# تشارلز في. سكانلان
تشارلز في. سكانلان هو سياسي أمريكي، ولد في 22 يناير 1893 في نيويورك في الولايات المتحدة، وتوفي في 2 مايو 1964 في ذا برونكس في الولايات المتحدة. نشط حزبياً في الحزب الجمهوري. وقد انتخب عضو مجلس ولاية نيويورك ‏.